# Adolf Römer

Adolf Römer

Adolf Römer, auch Adolph Römer (* 21. September 1843 in Dirmstein; † 27. April 1913 in Erlangen), war ein deutscher Klassischer Philologe.

## Familie
Römers Dirmsteiner Großvater war mit Margaretha geb. Hubertus (1764–1850) verheiratet, der Schwester der Ärzte Johann und Franz Balthasar von Hubertus, die beide im habsburgischen Österreich Karriere machten.

## Beruf
Zu Römers Zeit gehörte seine pfälzische Heimat zum Königreich Bayern. Hieraus erklärt sich, dass er seinem Beruf in Bayern nachging. Nach dem Studium der klassischen Philologie war Römer Assistent, Lehrer und Gymnasialprofessor an verschiedenen Schulen und zuletzt von 1887 bis 1893 Rektor des Gymnasiums in Kempten (Allgäu). Um seine Ansichten bezüglich Homer und der Tragiker zukünftigen Gymnasiallehrern nahebringen zu können, entschloss er sich 1893, den Ruf an die Universität Erlangen anzunehmen, und wurde als Professor Nachfolger Iwan von Müllers. Den Lehrstuhl für Altgriechisch behielt er bis zu seinem Tod mit 69 Jahren.
1883 wurde Römer zum außerordentlichen und 1887 zum korrespondierenden Mitglied der Bayerischen Akademie der Wissenschaften gewählt.

## Schriften (Auswahl)
- Adolph Römer: Studien zu Aristophanes und den alten Erklärern desselben. B. G. Teubner, Leipzig und Berlin 1902.
- Adolph Römer: Aristarchs Athetesen in der Homerkritik (wirkliche und angebliche). B. G. Teubner, Leipzig und Berlin 1912.[4]
- Adolph Römer: Aristarchea. In: Emil Belzner (Hrsg.): Homerische Probleme. Zwei Teile in einem Band. Scientia-Verlag, Aalen 1982, ISBN 3-511-09148-9 (Als Nachwort im Neudruck der Ausgabe Teubner, Leipzig 1911–1912).
- Adolph Römer: Die Homerexegese Aristarchs in ihren Grundzügen. Hrsg.: Emil Belzner. Johnson, New York und London 1968 (Nachdruck der Ausgabe Schöningh, Paderborn 1924, postum).

## Ehrungen
Die Erlanger Philosophische Fakultät ernannte Römer 1892 zum Ehrendoktor.